# Ame-no-oshihomimi
Amenooshihomimi (天忍穗耳尊,天之忍穂耳命), ou Oshihomimi en abrégé, est le premier fils d'Amaterasu.
Il est considéré comme l'ancêtre de la famille impériale japonaise.

## Nom et étymologie
Le nom Amenooshihomimi signifie « Oreilles de riz dirigeantes du ciel ». Il porte également d'autres noms comme Masakatsu-akatsukachi-hayahi-ame-no-oshihomimi qui signifie "J'ai vraiment gagné avec Rushing Might Ruling Grand Rice Ears of Heaven".

## Mythologie

### Naissance

Serment entre Amaterasu et Susanowo (basé sur le Kojiki).

Il est né d'une compétition de création de kami entre Amaterasu et Susanoo.
Dans de nombreuses versions, Susanoo prenait les perles d'Amaterasu et les écrasait dans sa bouche, créant ainsi cinq kami mâles,. Le premier à naître était Amenooshihomimi, le deuxième était Ame-no-hohi, le troisième était Amatsuhikone, le quatrième était Ikutsuhikone (en) et Kumanokusubi était le cinquième,,,.

### Offre de gouverner
Dans certaines versions, Amaterasu offrit à Amenooshihomimi un miroir en bronze et ce miroir, appelé Yata-no-Kagami . Dans de nombreuses versions, Amenooshihomimi est le premier à être proposé comme souverain de la terre, mais il refuse,.
Il est tombé amoureux de Takuhadachiji-hime (en), puis a engendré plus tard Ninigi-no-Mikoto,.

## Culte
- Le sanctuaire Nogami-jinja est dédié à Oshihomimi et à son épouse[14].
- Le sanctuaire Hikosan-jingū le vénère également